# Amphiura kinbergi
Amphiura kinbergi is een slangster uit de familie Amphiuridae.
De wetenschappelijke naam van de soort werd in 1872 gepubliceerd door Axel Vilhelm Ljungman.